# Losing My Religion
Losing My Religion è un singolo del gruppo musicale statunitense R.E.M., pubblicato il 19 febbraio 1991 come primo estratto dal settimo album in studio Out of Time.

## Descrizione
Il titolo del brano è un'espressione usata nella zona meridionale degli Stati Uniti e significa "perdere la ragione" o anche "perdere la pazienza". Malgrado il titolo non si tratta di una canzone legata a tematiche religiose. Lo stesso cantante e paroliere dei R.E.M. Michael Stipe dichiarò che la canzone si ispirava a "Every Breath You Take" dei Police.
La canzone è opera del chitarrista Peter Buck, il quale la compose mentre stava guardando la televisione con in mano un mandolino appena acquistato, cercando in qualche modo di impararlo da solo. Il riff della canzone è infatti eseguito proprio con il mandolino.

## Video musicale
Il videoclip, diretto da Tarsem Singh, comprende immagini di varie religioni e soprattutto di San Sebastiano. Vinse nel 1992 i Grammy Award for Best Rock Performance By A Duo Or Group With Vocale e for Best Music Video, Short Form. Fu inoltre nominato "Video dell'anno" agli MTV Video Music Awards del 1991. Il famoso videoclip può essere visto anche in una scena del film del 1992 “Guardia del corpo”.

## Successo commerciale
È considerata la canzone più famosa dei R.E.M. e quella che ha valso alla band il successo mondiale. Occupa la posizione n. 170 tra i 500 migliori brani musicali secondo Rolling Stone.

## Tracce
7"
1. Losing My Religion – 4:29
2. Rotary Eleven – 2:32

CD
1. Losing My Religion – 4:29
2. Rotary Eleven – 2:32
3. After Hours (live) – 2:08 (Lou Reed)

## Classifiche
| Classifica (1991)                | Posizione massima |
| -------------------------------- | ----------------- |
| Australia                        | 11                |
| Austria                          | 6                 |
| Belgio (Fiandre)                 | 1                 |
| Canada                           | 6                 |
| Finlandia                        | 11                |
| Francia                          | 3                 |
| Irlanda                          | 5                 |
| Italia                           | 8                 |
| Norvegia                         | 4                 |
| Nuova Zelanda                    | 16                |
| Paesi Bassi                      | 1                 |
| Regno Unito                      | 19                |
| Stati Uniti                      | 4                 |
| Stati Uniti (adult contemporary) | 28                |
| Stati Uniti (alternative)        | 1                 |
| Stati Uniti (mainstream rock)    | 1                 |
| Svezia                           | 3                 |
| Svizzera                         | 11                |

## Cover
Una cover è stata realizzata nel telefilm Glee.
Un'altra dal gruppo gothic metal Lacuna Coil sul disco Dark Adrenaline del 2012. Un'altra famosa cover è stata realizzata dal gruppo The Glamp.

## Altri utilizzi
La canzone si è sentita in qualche puntata del famoso telefilm degli anni 90 "Beverly Hills 90210": la sera in cui Brenda e Dylan si lasciano per la prima volta, alla radio si sente questa canzone e quando Brenda e Dylan si lasciano per la seconda volta Brenda ascolta a ripetizione continua questa canzone.
Nel settembre 2012 la Fox television ha utilizzato il brano per la copertura dell'assemblea del partito Democratico a Charlotte, nella Carolina del Nord. La band ha chiesto al canale statunitense di interrompere immediatamente l'utilizzo della propria musica e ha sottolineato di non avere alcun rapporto con l'emittente televisiva.